# Thymallus thymallus
Thymallus thymallus (Linnaeus 1758), conosciuto comunemente come temolo europeo o temolo pinna rossa, è un pesce d'acqua dolce della famiglia Salmonidae.

## Distribuzione e habitat
La specie è presente nell'Europa centro-settentrionale, in un'area d'origine che si estende dalla Scandinavia a nord fino alle Alpi settentrionali e al bacino del Danubio a sud, dalla Francia a ovest fino alla Russia europea ad est. Nel passato più o meno recente è stato introdotto anche con successo in aree o Stati diversi da quelli di origine, come in Spagna nella regione del fiume Tago, in Scozia e in Italia. 
Le popolazioni native del bacino della Loira in Francia, e della pianura Padana in Italia, precedentemente ascritte a queste specie, sono state separate e descritte rispettivamente col nome di T. ligericus e T. aeliani.
Predilige fiumi e torrenti limpidi, con acque ben ossigenate, ma non troppo rapide con fondo sassoso e ghiaioso. Ha abitudini gregarie e vive in branchi formati anche da molti individui.

## Descrizione
È un pesce dal corpo affusolato, con una piccola bocca munita di denti minuti. La caratteristica morfologica principale della specie è una pinna dorsale molto sviluppata, in particolare nei maschi, composta da raggi molli. Le squame sono grandi e circolari. La colorazione è argentea, con il dorso tendente al verde pallido. I fianchi possono presentare dei piccoli punti neri, più o meno fitti. Durante il periodo dell'accoppiamento il maschio presenta la pinna dorsale bordata di rosso.

Il temolo è un pesce di taglia media. Misura 30 cm circa a 3-4 anni con un peso di 200-300 g, raramente raggiunge e supera i 50 cm (1 kg) a circa 10-14 anni di età.

## Riproduzione
La riproduzione avviene in primavera: la coppia dopo il corteggiamento depone da 2000 a 8000 uova di 3 mm di diametro nei bassi fondali sabbiosi e fangosi dei corsi d'acqua e quindi coperte con un sottile velo di sabbia. Le uova si schiudono dopo un'incubazione di alcune settimane. Gli avannotti sono indipendenti non appena consumato il sacco vitellino.

## Alimentazione
Si nutre di insetti e di invertebrati, acquatici e non.

## Pesca
È preda ambita dai pescatori. Le sue carni sono considerate pregiate.

## Conservazione
La specie è molto sensibile agli inquinamenti delle acque, per questo il suo areale si è notevolmente contratto negli ultimi 50 anni, inoltre risente dei frequenti sbalzi di livello causati dalla presenza di dighe.
In Italia è alloctono, ma è stato introdotto a più riprese dalle associazioni di pesca sportiva, causando gravissimi danni alle popolazioni dell'endemico temolo pinna blu, un tempo presente in tutti gli affluenti del Po e in altri fiumi padani e ormai sull'orlo dell'estinzione, con il quale può ibridarsi facilmente.